# Lebiażje (obwód wołgogradzki)
Lebiażje (ros. Лебяжье) – wieś w Rosji, w obwodzie wołgogradzkim, w rejonie kamyszyńskim. W 2010 liczyła 1695 mieszkańców.